# Кострома (телерадиокомпания)
Государственная телевизионная и радиовещательная компания «Кострома́» — филиал ФГУП «Всероссийская государственная телевизионная и радиовещательная компания», осуществляющий её местное теле- и радиовещание в Костромской области.

## История
Создана в 1944 году как Костромской областной комитет по радиофикации и радиовещанию, одновременно запустив на средних волнах в таймслоте Первой программы Всесоюзного радио (передатчик РВ-31) Костромское радио. Современное название получил 6 июня 1992 года.
1 января 1993 года начала вести собственные телепередачи (ретрансляция 1-й программы Центрального телевидения велась с 1958 года, в 1973—1975 гг. — 4-й (будущей 2-й) программы Центрального телевидения).
1 января 1993 года начал вещать собственный телеканал «К-10». Канал вещал на 10-й телевизионной частоте по нечётным дням с 08:00 до 20:00 часов. В разное время сетевыми партнёрами канала являлись ТНТ, АРТ-Телесеть, РЕН ТВ, ТДК и ТВ-3. С 2007 года сетевым партнёром являлся Вести. В эфире телеканала с 18:00 до 20:00 часов были «Новости», «Информбюро», собственные программы. Прекратил вещание в 2009 году..

## Программы
- «Вести-Кострома»
- «Утро-Вести. Кострома»
- «Местное время. Воскресенье»
- «Вести — Спорт»
- «Вести — подробности»
- «Вести — Дежурная часть»
- «Город живёт»
- «Сельское время»
- «Человек и порядок»
- «Чудные люди»
- «Живи как Хозяин. Всё о ЖКХ»
- «Сделано в Костроме»
- «Приказано выжить»
- «Городская Дума: вчера, сегодня, завтра»
- «Команда»

## Радиопрограммы
- «Гостиная» — разговоры с российскими звездами, чемпионами и лауреатами, и простыми костромичами[5].
- «Разговор в прямом эфире» — программа с самыми актуальными проблемами из жизни области. Мнения экспертов и народные опросы, информация о законопроектах и решениях власти[6].
- «Истоки» — исторические очерки о людях, событиях костромской истории[7].
- «Неизвестная родина» — Малоизвестные или забытые факты, биографии людей, сюжеты из истории сёл, храмов, колхозов и старейших учреждений области[8].
- «Народный календарь» — старинные приметы, обычаи и обряды[9].
- «Автоновости» — программа для автолюбителей[10].
- «С мыслью о Вас»[11]
- «Утренний информационный канал» — утренняя радиопрограмма[12].
- «Будь Здоров» — радиопрограмма о здоровье<ref.</ref>.
- «Книжный салон» — события в мире литературы[13].
- "«Строки, опалённые войной» — старшеклассники, воспитанники патриотических детских центров делятся личными историями своих родственников, которых коснулась Великая Отечественная война[14].
- «Во исцеление души и тела» — беседы на темы духовного развития[15].
- «Фактор риска» — программа о рисках для здоровье и как их избежать[16].
- «Голоса победы» — воспоминания ветеранов и тружеников тыла Великой Отечественной войны[17].
- «Секреты высоких урожаев» — радиопередача с руководителем костромского центра природного земледелия «Сияние» Еленой Макаровой[18].
- «Рукодельные истории» — интересные рассказы и неожиданные факты о шитье, вышивке и вязании, полезные советы, рекомендации по выбору ткани и инструментов[19].
- «Большая перемена» — разговоры о проблемах и перспективах российского образования[20].
- «Моё радио» — личные истории костромичей о роли радио в их жизни, впечатления и воспоминания о Радио России Кострома[21].
- «Азбука здоровья» — разговоры с руководителем медицинского центра ДНК-лаборатория, кандидатом медицинских наук Сергеем Сёминым[22].

## Телеканалы и радиостанции

### Телеканалы
- Россия-1. Кострома. Вещает со спутника «Ямал» — 202,49 о.в. д.
- Россия-24. Кострома

### Радиостанции
- Радио России-Кострома
- Радио Маяк-Кострома